# Řepeň durkoman

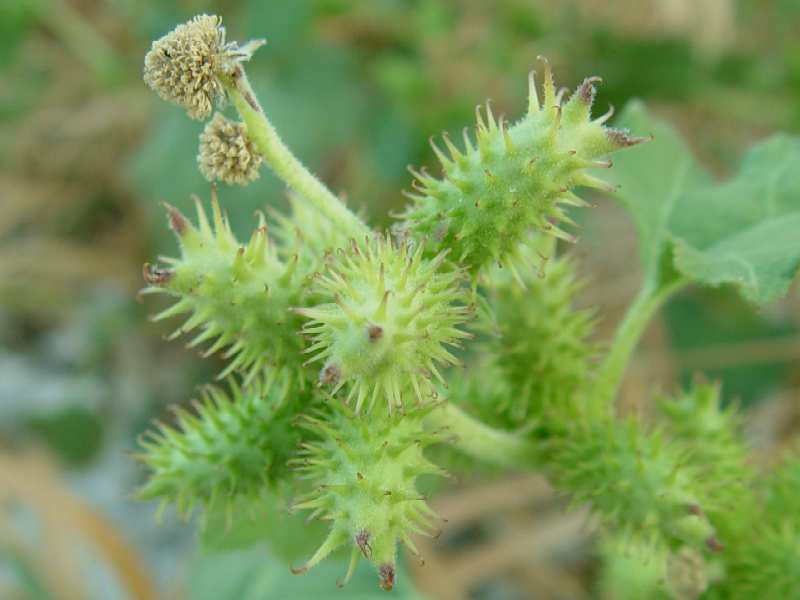
Květy po opylení samčí – našedlé, samičí – zelené

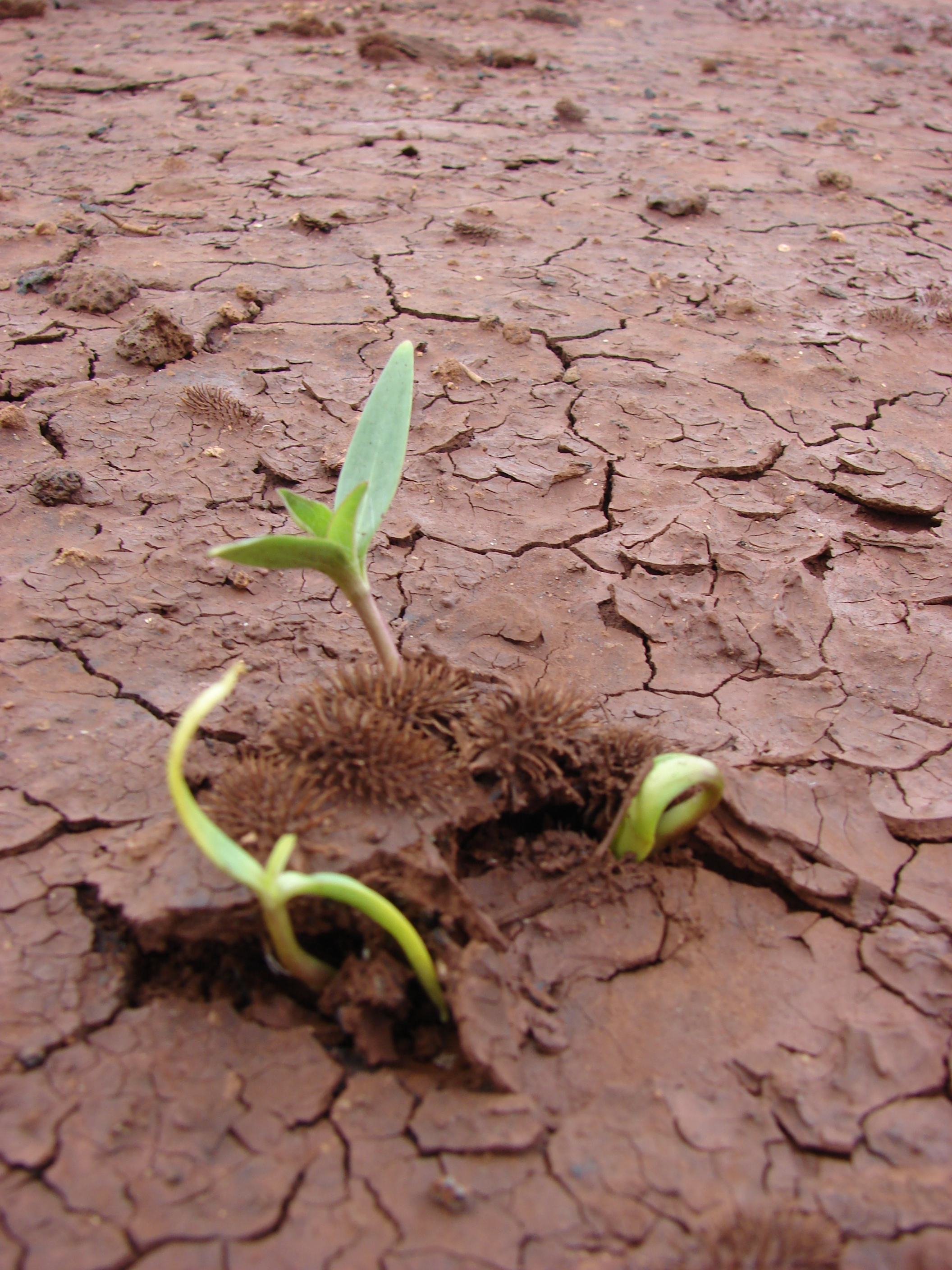
Klíčící rostlinky

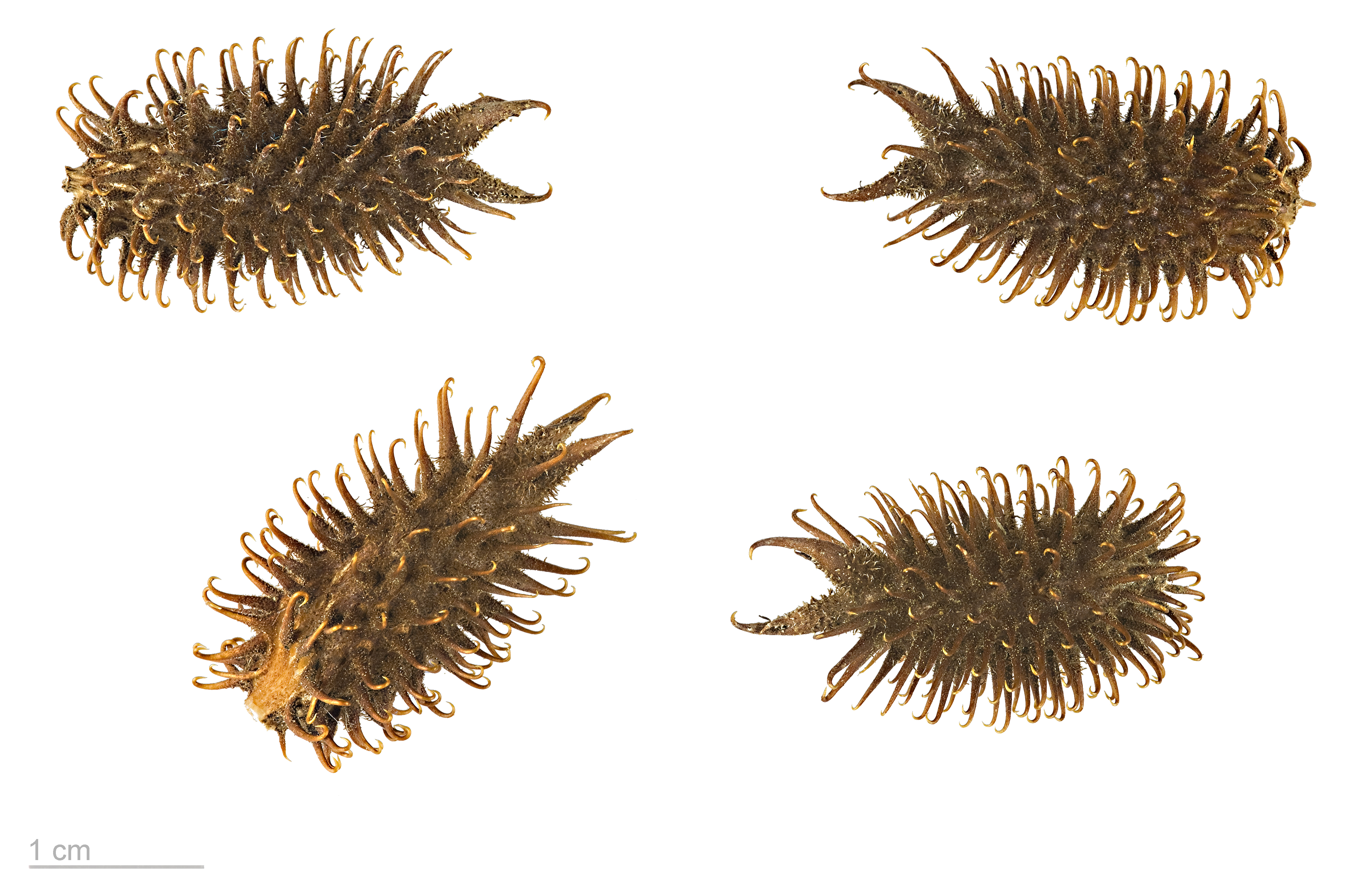
Plody

Řepeň durkoman (Xanthium strumarium) je druh kosmopolitně rozšířené plevelné rostliny z čeledě hvězdnicovitých, kde je zařazena do podčeledě hvězdnicové.

## Výskyt
Tato rostlina je původem ze Střední Ameriky, je naturalizovaná v mírném a subtropickém pásmu v Evropě, Makaronésii, Africe, Asii, Americe, Austrálii, na Novém Zélandu i Havaji, v  Melanésii i v Polynésii. V České republice se vyskytuje na mnoha místech středních Čech a jižní Moravy.
S oblibou vyrůstá na vlhkých polích, špatně odvodněných loukách, dočasně obnažených dnech rybníků, jezer a řek, nevadí ji slané půdy, lze ji nalézt v příkopech cest i blízko lidských sídel. Snáší občasné zaplavení stanoviště vodou i dočasná sucha. Ke zdárnému růstu potřebuje dostatek světla.

## Popis
Jsou to jednoleté rostliny s málo větvenou, hustě chlupatou, čárkovitě skvrnitou lodyhou vysokou 20 až 120 cm, která bývá kulatá nebo slabě žebrovaná. Ve šroubovici vyrůstají listy téměř na 15 cm dlouhých načervenalých řapících, jsou z obou stran barvy šedě zelené, horní stranu mají drsnou. Jsou široce trojúhelníkovitého až srdcovitého tvaru, bývají dlouhé do 20 a široké až 15 cm. Jejich čepele jsou zřídka celistvé, obvykle jsou troj nebo pětilaločné, hrubě pilovité, mají zpeřenou nervaturu a vždy jsou pokryté chloupky. Kořeny jsou široce rozložené, hlavní, dominantní kůlovitý kořen je dlouhý.
Jsou to rostliny jednopohlavné jednodomé. Hroznovitá květenství, dlouhá 3 až 10 cm, vyrůstající z paždí horních listů a obsahují současně samčí i samičí květy. V horní části květenství jsou asi 1 cm veliké diskoidní úbory samčích květů. Jsou na krátké stopce a mají 1 až 3 řady bílých listenů. Květ je bez okvětních lístků, má pět tyčinek se srostlými nitkami a volnými hnědými prašníky, které produkují světle žlutý pyl. Poté, co se pyl vypráší, samčí květy rychle hnědnou a zasychají.
Přisedlé vejčité úbory samičích květů, dlouhé 4  a široké 2,5 cm, se nacházejí pod nimi, ve spodní části květenství. Úbor obsahuje jen dva samičí květy s pestíky bez okvětí, které jsou téměř uzavřeny v ostnatém a jemně chlupatém zákrovu. Z něj se ven dostanou přes malé otvory ve špičkách zahnutých ostnů jen vlasové čnělky s bliznami. Při opylení zajišťovaném větrem většinou dojde k samoopylení. Jedná se o krátkodenní rostlinu, kvést začíná v době zkracování denního svitu, na severní polokouli od července do října. Obal opylených květů je zprvu zelený a postupně zráním dřevnatí a hnědne.

## Rozšiřování
Rostlina se rozmnožuje výhradně semeny, jedna rostlina vytváří průměrně 400 až 500 plodů. Zralým plodem je vejčitá trnitá dvounažka měřící od 10 do 15 mm, mající na vrcholu dva hákovité ostny. V dvounažce jsou dvě nestejně velká zploštělá semena tvarem, barvou i velikosti připomínající slunečnicová semena. Plody jsou roznášeny do okolí převážně zvířaty, jimž se zachytávají za srst. Také plavou, mohou se rozšiřovat přívalovými dešti a přirozeným tokem řek.
Semena jsou nejméně z 80 % životaschopná, pro vyklíčení potřebují teplotu přes +20 °C. Semena ležící na povrchu nebo v hloubce pod 15 cm neklíčí. Předpokladem pro klíčení je změknutí dřevnatého obalu vlhkem. Nejdříve klíčí větší ze dvou semen, ještě téhož roku po dozrání nebo hned následujícího. Druhé, menší semeno prodělává dormanci a vyklíčí o rok až dva později než prvé.
Na výživných půdách s velkou vlhkostí a malou konkurenci jiných rostlin je řepeň durkoman velmi vzrostlá. Na půdách chudých nebo v období sucha se růst zastaví, ale semena se vytvoří i na rostlině vysoké i jen pár centimetrů. Je-li okolí zarostlé vyšší a rychleji rostoucí vegetaci, nemají semenáčky dostatek světla a skomírají. Rostlina je citlivá na mráz.

## Význam
Přestože je klasifikována jako plevelná invazní rostlina, na kulturních plodinách při řádném zpracování půdy příliš škod nečiní. Více škodí na vlně ovcí, kterou svými příchytnými nažkami znehodnocuje. Mladé rostlinky ve stádiu děložních lístků jsou jedovaté pro dobytek. Listy i kořeny obsahují žluté barvivo.
Ze semen lze lisovat jedlý olej, případně semlít na mouku nebo připravovat z nich kaše, po tepelné úpravě jsou poživatelná. Řepeň durkoman je používána také bylinkáři, mírní bolest, má antibakteriální i protiplísňové účinky, podává se proti křečím, revmatismu, malárii i jako diuretikum.

## Ohrožení
Podle "Černého a červeného seznamu cévnatých rostlin ČR" je řepeň durkoman zařazena mezi kriticky ohrožené druhy (C1) flory v ČR.

## Taxonomie
Druh řepeň durkoman se většinou rozděluje do tří variet:
- Xanthium strumarium L. var. 'strumarium' L.
- Xanthium strumarium L. var. 'glabratum' (DC.) Cronq.
- Xanthium strumarium L. var. 'canadense' (Mill.) Torr. et A. Gray

Někdy bývá vyčleňován samostatný poddruh:
- Xanthium strumarium L. subsp. italicum (Moretti) D. Löve